# Bruslařský klub Havlíčkův Brod
Le Bruslařský klub Havlíčkův Brod est un club de hockey sur glace de Havlíčkův Brod en Tchéquie. Il évolue en 2. liga, troisième échelon tchèque.

## Historique
Le club est créé en 1928.

## Palmarès
- Vainqueur de la 2.liga : 1993 et 2006.